# Ditha elegans
Ditha elegans es una especie de arácnido del orden Pseudoscorpionida de la familia Tridenchthoniidae.

## Distribución geográfica
Se le encuentra en Indonesia.